# 滝田ゆう落語劇場
『滝田ゆう落語劇場』（たきたゆうらくごげきじょう）とは滝田ゆうによる漫画。およびそれを元に制作されたアニメーション。

## 漫画
代表的な古典落語の38話のストーリーを漫画化。滝田ゆうが得意とした、吹き出しの中に無意味な絵が書かれる手法もとられている。

### 刊行本
- 滝田ゆう落語劇場 1,2 文春文庫 1983
- 滝田ゆう落語劇場（全）　ちくま文庫, 1988.9
- 滝田ゆう落語劇場 1,2 双葉社, 1991.8

### 構成
- 王子の狐
- 富久
- 藁人形
- 素人鰻
- ぞろぞろ
- 干物箱
- 蕎麦の羽織
- 夢の酒
- 猫の災難
- 反魂香
- 岸柳島
- 味噌倉
- うどんや
- 湯屋番
- 夢金
- 紙入れ
- 猫の皿
- 強情灸
- 死神
- 粗忽の使者
- 青菜
- 悋気の火の玉
- 狸賽
- 二階ぞめき
- 蔵前駕籠
- 元犬
- 庖丁
- 愛宕山
- 茶の湯
- ぬけ雀
- あくび指南
- 船徳
- 千両みかん
- もう半分
- 片棒
- 芝浜
- 明烏
- 付き馬

## アニメ版
正式名称は「らくごアニメ 滝田ゆう落語劇場」。上記の漫画版を原作にして、滝田自身が絵コンテも担当してアニメ化の放送もされている。1989年12月30日にテレビ朝日で「湯屋番」と「死神」を特番で放送。その後、TBSに放送が移行となり1990年11月27日～1991年11月12日にかけて全話が放送された。

## 放送リスト
1990年11月27日から1991年11月12日にかけて放送TBSテレビで放映した滝田ゆう落語アニメ。 
全26話
1. 王子の狐
2. お血脈
3. 片棒
4. 紙入れ
5. くも駕籠
6. 強情灸
7. 権兵衛狸
8. 死神
9. 締込み
10. 粗忽の使者
11. そば清
12. 狸賽
13. 時そば
14. 長屋の花見
15. 抜け雀
16. 猫の災難
17. 初天神
18. 干物箱
19. 船徳
20. 堀の内
21. 饅頭こわい
22. 味噌蔵
23. 目黒のさんま
24. 元犬
25. 湯屋番
26. 悋気の火の玉

声は実際に落語家が落語を演じており、それに多少の効果音が付与されている。緻密な背景に、リアル色彩が塗られており、古典落語の舞台となった「江戸時代末期の江戸／明治期の東京」の町の雰囲気を感じさせる内容になっている。
VHSビデオが「TBSビデオ」から全6巻、1991年に発売されている。

### 構成（噺および演者）
- ビデオ第1巻
  - 干物箱（桂三木助）
  - 時そば（三遊亭小遊三）
  - 悋気の火の玉（柳家さん喬）
  - 長屋の花見（柳家小ゑん）
- ビデオ第2巻
  - 片棒（柳家小ゑん）
  - 締め込み（柳家さん喬）
  - 紙入れ（金原亭馬次）
  - 粗忽の使者（入船亭扇遊）
- ビデオ第3巻
  - 饅頭こわい（立川左談次）
  - 狸塞（立川ぜん馬）
  - 猫の災難（三遊亭小遊三）
  - 死神（金原亭馬次）
- ビデオ第4巻
  - 湯屋番（林家木久蔵）
  - 元犬（金原亭馬次）
  - 初天神（入船亭扇遊）
  - お血脈（柳家小ゑん）
- ビデオ第5巻
  - 強情灸（立川左談次）
  - 味噌倉（三遊亭小遊三）
  - 船徳（三遊亭楽太郎）
  - 堀の内（橘家圓蔵）
- ビデオ第6巻
  - そば清（金原亭馬次）
  - 王子の狐（三遊亭小遊三）
  - ぬけ雀（立川ぜん馬）
  - くも駕籠（橘家圓蔵）

### スタッフ
- 原作・絵コンテ：滝田ゆう
- 制作・企画・脚色：川内彩友美
- アニメーション：小華和為男、竹内大三
- 美術：小関俊之、下道一範
- 色指定：西香代子
- 撮影：森下成一
- 編集：岡安肇
- 音響演出：斯波重治
- 助手：若林和弘
- 効果：佐藤一俊、小野弘典
- 調整：桑原邦男
- 音楽：黒木じゅん
- 制作担当：土屋壮、海東唯史
- 総合演出：門加奈弓
- 制作著作：愛企画センター